# 3-氯苯甲醛
3-氯苯甲醛是一种有机化合物，化学式为ClC6H4CHO，是氯苯甲醛的同分异构体之一。它可由3-氯苯甲醇的氧化反应制得。它进一步氧化可以得到3-氯苯甲酸。它和丙二腈反应，可以得到3-氯亚苄基丙二腈。